# 江殷 (永樂丙戌進士)
江殷（？—？），江西吉安府吉水縣人，明朝政治人物、進士出身。

## 生平
永樂四年，登進士二甲第五名，改庶吉士。